# Simos Krassas
Simos Krassas (in greco: Σίμος Κρασσάς; Atene, 22 novembre 1960) è un ex calciatore cipriota, di ruolo ala.

## Carriera

### Club
Ha giocato nella massima serie cipriota e greca.

### Nazionale
Ha esordito con la nazionale cipriota nel 2004, giocando 17 partite fino al 2007.